# Michael Steen Nielsen
Pour les articles homonymes, voir Nielsen.
Michael Steen Nielsen (né le 15 février 1975 à Køge) est un coureur cycliste danois, professionnel de 1998 à 2001 et spécialiste à la fois de la route et de la piste.

## Palmarès sur piste

### Coupe du monde
- 1995
  - 3e de la poursuite par équipes à Athènes
  - 3e de la poursuite par équipes à Manchester
- 1996
  - 3e de la poursuite par équipes à Athènes

### Championnats de Scandinavie
- 1993
  - Champion de Scandinavie de poursuite individuelle juniors
  - Champion de Scandinavie de poursuite par équipes juniors (avec Per Verdi, Peter Steen Jensen, Arv Hvam et Marek Dabrowski)
  - Champion de Scandinavie de course aux points juniors
- 1994
  - Champion de Scandinavie de poursuite individuelle
  - Champion de Scandinavie de poursuite par équipes (avec Klaus Kynde, Rud Jacobsson et Jakob Piil)
- 1995
  - Champion de Scandinavie de poursuite individuelle
  - Champion de Scandinavie de poursuite par équipes (avec Lars Otto Olsen, Jakob Piil, Ronny Lerche et Tayeb Braikia)

### Championnats du Danemark
- 1993
  -  Champion du Danemark de poursuite individuelle juniors
  -  Champion du Danemark de course aux points juniors
- 1995
  -  Champion du Danemark de poursuite par équipes (avec Michael Sandstød, Ronny Lerche, Frederik Bertelsen et Lars Otto Olsen)
- 1999
  -  Champion du Danemark de poursuite par équipes (avec Michael Sandstød, Jacob Filipowicz et Jens-Erik Madsen)

## Palmarès sur route
- 1992
  - 2e du championnat du Danemark du contre-la-montre juniors
- 1995
  - 2e du championnat du Danemark du contre-la-montre
  - 3e du championnat du Danemark du contre-la-montre par équipes
- 1997
  - Champion des Pays nordiques du contre-la-montre
  -  Champion du Danemark sur route espoirs
  - Fyen Rundt
- 1998
  - 4ea étape du Tour du Danemark
  - 3e du championnat du Danemark du contre-la-montre
  - 3e du championnat du Danemark du contre-la-montre par équipes
- 1999
  -  Champion du Danemark du contre-la-montre par équipes (avec Jesper Skibby et Nicolaj Bo Larsen)
  - Grand Prix Jægerspris
  - Tour de l'Aéroport de Cologne-Bonn
  - 5e étape du Tour du Danemark
  - 2e des Deux Jours des Éperons d'or
  - 3e du championnat du Danemark du contre-la-montre